# Sushma Swaraj
Sushma Swaraj (hindi:सुष्मा स्वराज, ur. 14 lutego 1952 w Ambali, zm. 6 sierpnia 2019 w Nowym Delhi) – indyjska polityk Indyjskiej Partii Ludowej, od 2009 do swojej śmierci liderka opozycji w 15 kadencji Lok Sabha, trzykrotna minister informacji i telekomunikacji w rządach Atala Bihari Vajpayee, członek 11, 12 i 15 kadencji Lok Sabha, a także wyższej izby Rajya Sabha.

## Życiorys
Sushma Swaraj, córka Hardeva Sharma i Lakszmi Devi, urodziła się 14 lutego 1952 w Ambali. Ukończyła prawo na Panjab University w Czandigarh.
Karierę polityczną rozpoczęła jako lider studencki w latach 70. organizując protesty przeciwko rządowi Indiry Gandhi. W latach 1977–1979 pełniła funkcję ministra w rządzie stanu Hariana. W 1980 roku wstąpiła do Indyjskiej Partii Ludowej.
W 1980, 1984 i 1989 bez powodzenia startowała w wyborach do Lok Sabha z okręgu wyborczego Karnal za każdym razem pokonywana przez tego samego konkurenta – Chiranji Lal Sharma z Indyjskiego Kongresu Narodowego.
W 1990 została wybrana do Rajya Sabha, a następnie w 1996 roku do 11. Lok Sabha z Południowego Delhi.
W 1998 ponownie została wybrana na drugą kadencję i otrzymała stanowisko ministra informacji i telekomunikacji w drugim rządzie Atala Bihari Vajpayee (poprzednio pełniła tę funkcję przez 13 dni). W październiku 1998 zrezygnowała z funkcji ministra, aby objąć stanowisko sekretarza generalnego Delhi. Jej partia IPL przegrała jednak wybory regionalne i Swaraj powróciła do polityki krajowej.
Stała się szerzej znana po kampanii wyborczej w okręgu Bellary (w którym Kongres nie przegrał żadnych wyborów od odzyskania przez Indie niepodległości) w stanie Karnataka z liderem IKN, Sonią Gandhi. Ostatecznie Swaraj przegrała z niewielką stratą do zwycięskiej Gandhi, jednak już rok później zwyciężyła w wyborach do Rajya Sabha i została ministrem w rządzie Vajpayee.
Funkcję ministra (najpierw Informacji i Telekomunikacji, później Zdrowia, Dobrobytu Rodziny i Spraw Parlamentarnych) pełniła, aż do przegranych wyborów przez Narodowy Sojusz Demokratyczny (do której należała jej partia) w 2004 roku.
W kwietniu 2006 ponownie dostała się do Rajya Sabha (tym razem ze stanu Madhya Pradesh) gdzie została wiceprzewodniczącym partii. W 2009 roku w okręgu Vidisha w Madhya Pradesh po raz trzeci wygrała wybory do Lok Sabha otrzymując poparcie 78,8% wyborców okręgu. W grudniu 2009 roku została liderem opozycji w Lok Sabha po tym, jak poprzedni lider Advani zrezygnował z tego stanowiska z powodu porażki wyborczej. Należała do najważniejszych polityków Indyjskiej Partii Ludowej i była postrzegana jako potencjalny lider tej partii w przyszłości.
Miała córkę. Od 1975 roku do swojej śmierci była żoną byłego polityka Swaraja Kaushal.